# Hectobrocha multilinea
Hectobrocha multilinea är en fjärilsart som beskrevs av Lucas 1890. Hectobrocha multilinea ingår i släktet Hectobrocha och familjen björnspinnare. Inga underarter finns listade i Catalogue of Life.